# Super Bowl XLIV
Super Bowl XLIV var den 44. udgave af Super Bowl, finalen i den amerikanske football-liga NFL. Kampen blev spillet 7. februar 2010 på Sun Life Stadium i Miami og stod mellem vinderne af de to konferencer AFC og NFC Indianapolis Colts og New Orleans Saints. New Orleans Saints vandt kampen med 31-17 efter 6-10 ved pausen.
- Super Bowl XLIV foregik på Sun Life Stadium i Miami
- USA's sikkerhedsminister Janet Napolitano holder pressemøde om sikkerheden ved Super Bowl XLIV, 1. februar 2010
- Glade Saints-fans fejrer sejren i New Orleans' gader